# Добив на лед
Добив на лед е добиването на ледени късове от замръзнали езера и реки с цел съхраняването му за летните месеци и евентуалната му продажба. Добивът на лед и неговата търговия е широко разпространен през 19-и и началото на 20 век, като замира след появата на машинното заледяване на водата. Добивът се е извършвал като зимно занимание предимно от фермери и продавачи на лед. Обикновено ледът се е добивал нарязан на големи блокове и съхраняван в прохладни сенчести помещения. След продажбата хората го съхраняват по домовете си в кутии за лед.
През 80-те години на 19 век в Ню Йорк е имало около 1500 превозни средства за лед, а гражданите са консумирали над 5 милиона тона лед годишно.
В днешно време все още се добива естествен лед, но с цел изграждане на ледени скулптури или ледени сгради и жилища.